# Rhamphomyia araneipes
Rhamphomyia araneipes är en tvåvingeart som beskrevs av Frey 1951. Rhamphomyia araneipes ingår i släktet Rhamphomyia och familjen dansflugor. Inga underarter finns listade i Catalogue of Life.